# Willy Derboven
Willy Derboven (né le 19 septembre 1939 à Louvain et mort le 22 novembre 1996 à Tenerife) est un coureur cycliste belge. Professionnel de 1961 à 1968, il a notamment remporté une étape du Tour de France 1964. Il a également été lanterne rouge du Tour de France 1963.

## Palmarès

### Palmarès amateur
- 1959
  - 8e étape du Tour de Belgique amateurs
  - Bruxelles-Saint-Trond
  - 3e du Tour de Belgique amateurs
  - 3e de Bruxelles-Ravels
- 1960
  - Romsée-Stavelot-Romsée
  - 5eb étape du Tour de Belgique amateurs (contre-la-montre par équipes)
  - Anvers-Gand
  - 1re étape de la Ronde des Flandres
  - 3e du Tour de Belgique indépendants

### Palmarès professionnel
- 1962
  - 8e du Championnat de Zurich
- 1964
  - 5e étape du Tour de France
- 1965
  - 3e de Stal-Koersel

## Résultats sur les grands tours

### Tour de France
3 participations
- 1963 : 76e et lanterne rouge
- 1964 : 68e, vainqueur de la 5e étape
- 1966 : hors délais (16e étape)

### Tour d'Italie
2 participations
- 1961 : abandon (19e étape)
- 1967 : abandon

### Tour d'Espagne
3 participations
- 1963 : 42e
- 1964 : 36e
- 1965 : hors délais (1re étape)